# André le Brun

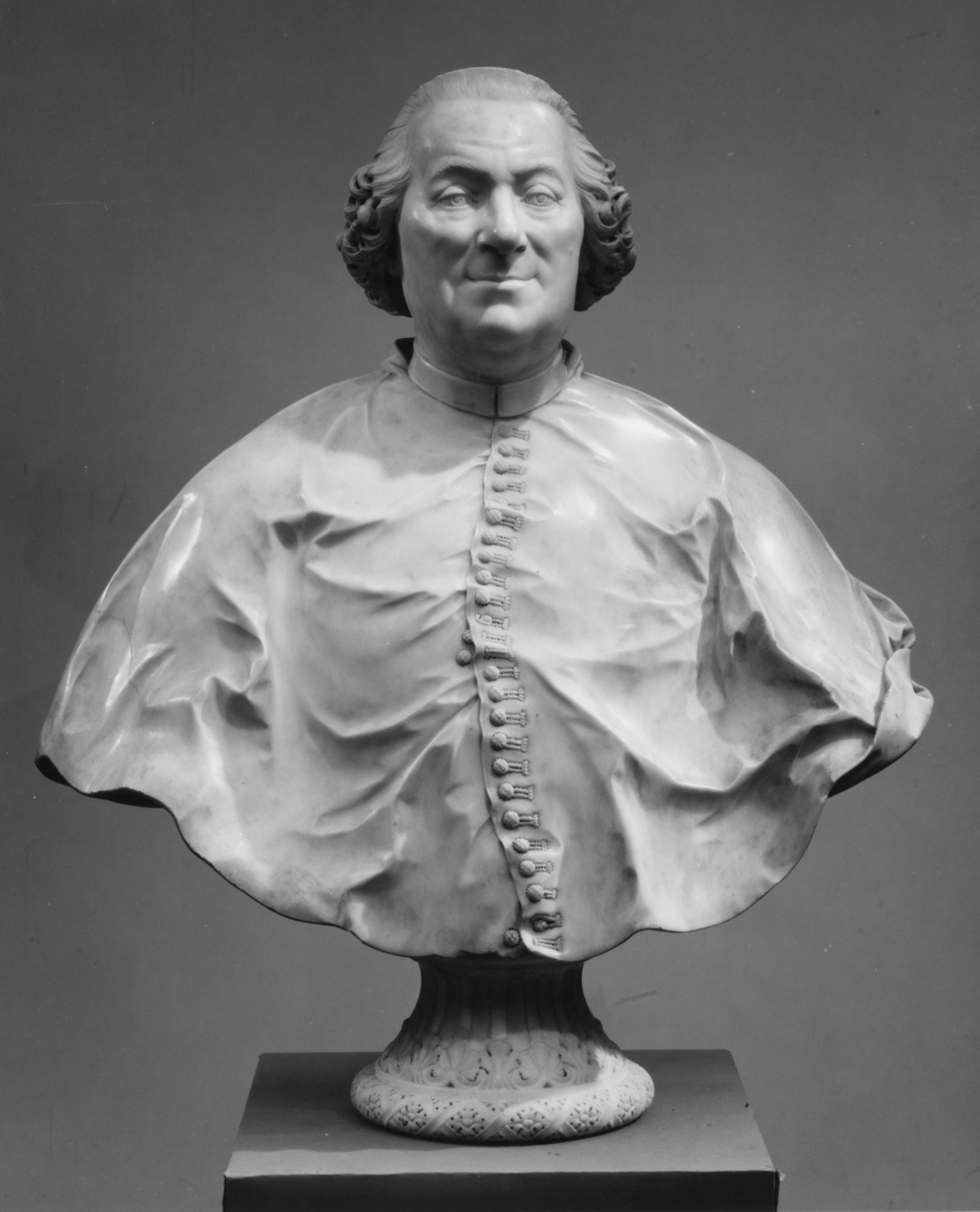
André le Brun, Kardinal Giuseppe Maria Feroni, Marmor, Höhe: 72,4 cm (Höhe des Sockels: 17,8 cm), um 1767, Metropolitan Museum of Art in New York City.

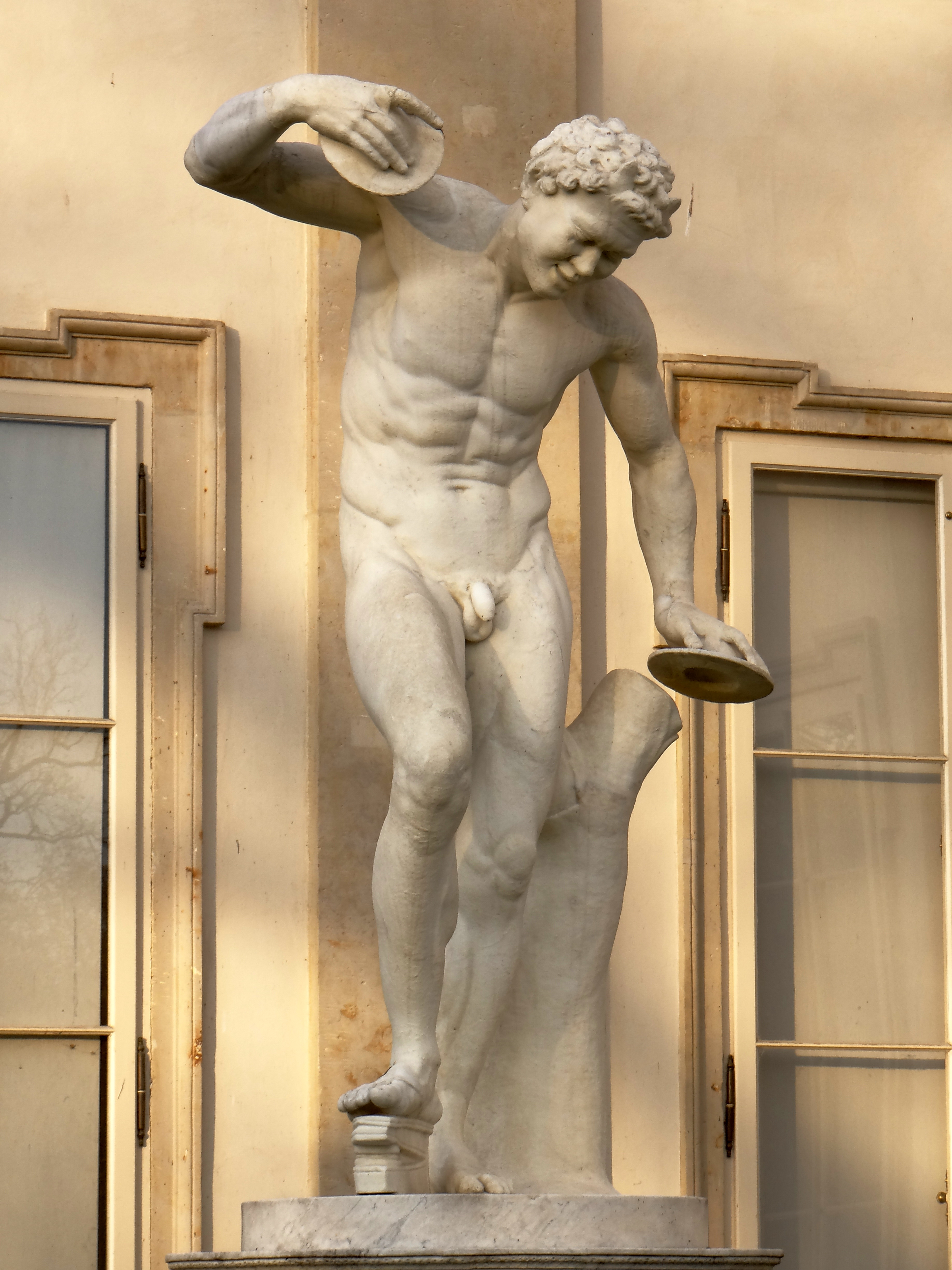
André le Brun, Satyr, Marmor, Łazienki-Palast in Warschau.

André le Brun, teilweise auch André-Jean le Brun, (* 1737 in Paris; † 1811 in Vilnius) war ein französischer Bildhauer und Zeichner, der in Rom, Warschau und Sankt Petersburg tätig war.

## Leben
André le Brun wurde 1737 in Paris geboren. Er studierte bei dem Bildhauer Jean-Baptiste Pigalle. 1756 kam le Brun als Träger des Prix de Rome der Académie royale de peinture et de sculpture nach Rom und setzte seine Studien an der Académie de France à Rome fort. Seine Skulpturen – unter anderem eine Judith für San Carlo al Corso und Porträtbüsten von Papst Clemens XIII. und Kardinal Giuseppe Maria Feroni – verschafften ihm Anerkennung in der römischen Gesellschaft.
Aufgrund seiner römischen Erfolge und der Empfehlung durch seinen Pariser Lehrer Pigalle empfahl Marie Thérèse Rodet Geoffrin André le Brun an den polnischen König Stanislaus II. August Poniatowski. In Folge der königlichen Einladung siedelte le Brun 1768 nach Warschau über, wo er zum Hofbildhauer wurde und in der Gunst des Königs aufstieg. Nach einigen Jahren sandte Stanislaus II. ihn zurück nach Rom, um im Studium an Antiken seinen Stil zu perfektionieren. Nach seiner Rückkehr nach Warschau im Jahr 1779 arbeitete le Brun an der Ausstattung des Łazienki-Palastes. 1795 ging er mit dem abgesetzten Stanislaus II. ins Exil nach Sankt Petersburg, wo er unter anderem Porträts der Kaiserin Maria Fjodorowna von Russland und des Feldherrn Alexander Wassiljewitsch Suworow schuf.
Nachdem die Abteilung für Architektur und Zeichnung der Universität Vilnius 1793 mit dem Aufbau einer Architektur- und Kunstsammlung, die der Ausbildung der Studenten dienen sollte, begonnen und der Leiter der Abteilung für Malerei Pranciškus Smuglevičius ab 1797 diese mit der Erwerbung von Kunstwerken, Gipsabgüssen, Graphiken, Mappenwerken und Büchern über die Grundlagen der Malerei in Warschau ausgebaut hatte, begann André le Brun, 1802 mit dem Aufbau einer Skulpturensammlung der Universität. Nach den Angaben der Kunstakademie Vilnius muss le Brun spätestens 1802 Professor für Bildhauerei an der Universität Vilnius gewesen sein, Dobroklonsky datiert die Berufung jedoch auf das Jahr 1808. André le Brun verblieb bis zu seinem Tod 1811 auf diesem Posten.
Le Brun war Mitglied der Académie de Saint-Luc in Paris und der Académie des sciences, lettres et arts de Marseille.

## Zeichnerisches Werk
Eine wichtige Stellung im Gesamtwerk André le Bruns nehmen seine Zeichnungen ein, die häufig in polnischen und russischen Sammlungen vertreten sind. Er verfügte über einen originellen Individualstil, weshalb die Zuschreibung einzelner Blätter an ihn weitgehend unproblematisch ist. Abgesichert wird dies durch den Zeitschriftenartikel von Stanislawa Sawicka, in dem sie zwei charakteristische Exemplare seiner Zeichnungen mit Statuen im Łazienki-Palast in Verbindung setzte. Ein signiertes Blatt in der Sammlung der Eremitage in Sankt Petersburg, das von M. V. Dobroklonsky beschrieben wurde, untermauert die Richtigkeit der traditionellen Zuschreibungen an André le Brun weiter. Das Konvolut der Eremitage, das 1925 aus der Sammlung von Nikolai Borissowitsch Jussupow in diese gelangte, besteht aus insgesamt zehn Blättern des Künstlers – unter ihnen auch seltene Genre-Darstellungen.
Le Brun verwendete zwei Techniken für seine Zeichnungen: Zeichenstift, Pinsel und Bister sowie rote Kreide. Die Verwendung ersterer ist besonders charakteristisch für ihn. Dobroklonsky schreibt ihnen besondere Originalität zu während die Kreidezeichnungen weit weniger interessant wären. Stilistisch bewegte sich le Brun zwischen Barock und Klassizismus. Das klassische Element trete insbesondere in seinen Frauendarstellungen hervor, die sich durch antikisierende Gewänder und ruhige, graziöse Gesten auszeichnen, das Barocke seiner Zeichnungen liege in ihrer Ausführung und Detailfülle.
Die Kenntnis von le Bruns zeichnerischem Werk beschränkte sich vor allem auf Experten, die Zugang zu den Konvoluten in osteuropäischen Sammlungen hatten. In Westeuropa sind Zeichnungen von ihm, abgesehen aus seiner römischen Periode selten, in den Vereinigten Staaten wurde erst 1982 durch J. Patrice Marandel ein Blatt André le Brun zugeschrieben: Es handelte sich um eine Sitzende Frau im Fogg Art Museum der Harvard University, die zuvor als Zeichnung Antonio Canovas klassifiziert wurde. Marandel setzte die Zeichnung in Verbindung mit der Stenden Frau an einem Altar aus der Eremitage, die als Fragment eines Albums aus der Bibliothek der Russischen Akademie der Wissenschaften bekannt ist. Er vermutet deshalb, dass beide Blätter ursprünglich zu einem Werkzusammenhang gehörten und vielleicht als Vorlagen für Drucke mit antiken Frauenmotiven dienen sollten.